# Еврейское кладбище Вайсензе
Еврейское кладбище Берлин—Вайсензе (нем. Jüdischer Friedhof Berlin-Weißensee) — еврейское кладбище, основанное в 1880 году, расположенное в берлинском районе Вайсензе, Германия. Занимая площадь около 42 га, на которых расположено порядка 115 000 могил, является вторым по величине еврейским кладбищем в Европе.

## Создание кладбища
Во второй половине XIX века в связи с интенсивным ростом еврейской общины в Берлине кладбище на Шёнхаузер-аллее, использовавшееся с 1827 года, вскоре было полностью занято.
На кладбище похоронен писатель Фридрих Горенштейн (1932—2002), который жил в Берлине с начала 1980-х.